# Sabiñán
Sabiñán – gmina w Hiszpanii, w prowincji Saragossa, w Aragonii, o powierzchni 15,52 km². W 2011 roku gmina liczyła 749 mieszkańców.